# 圓光

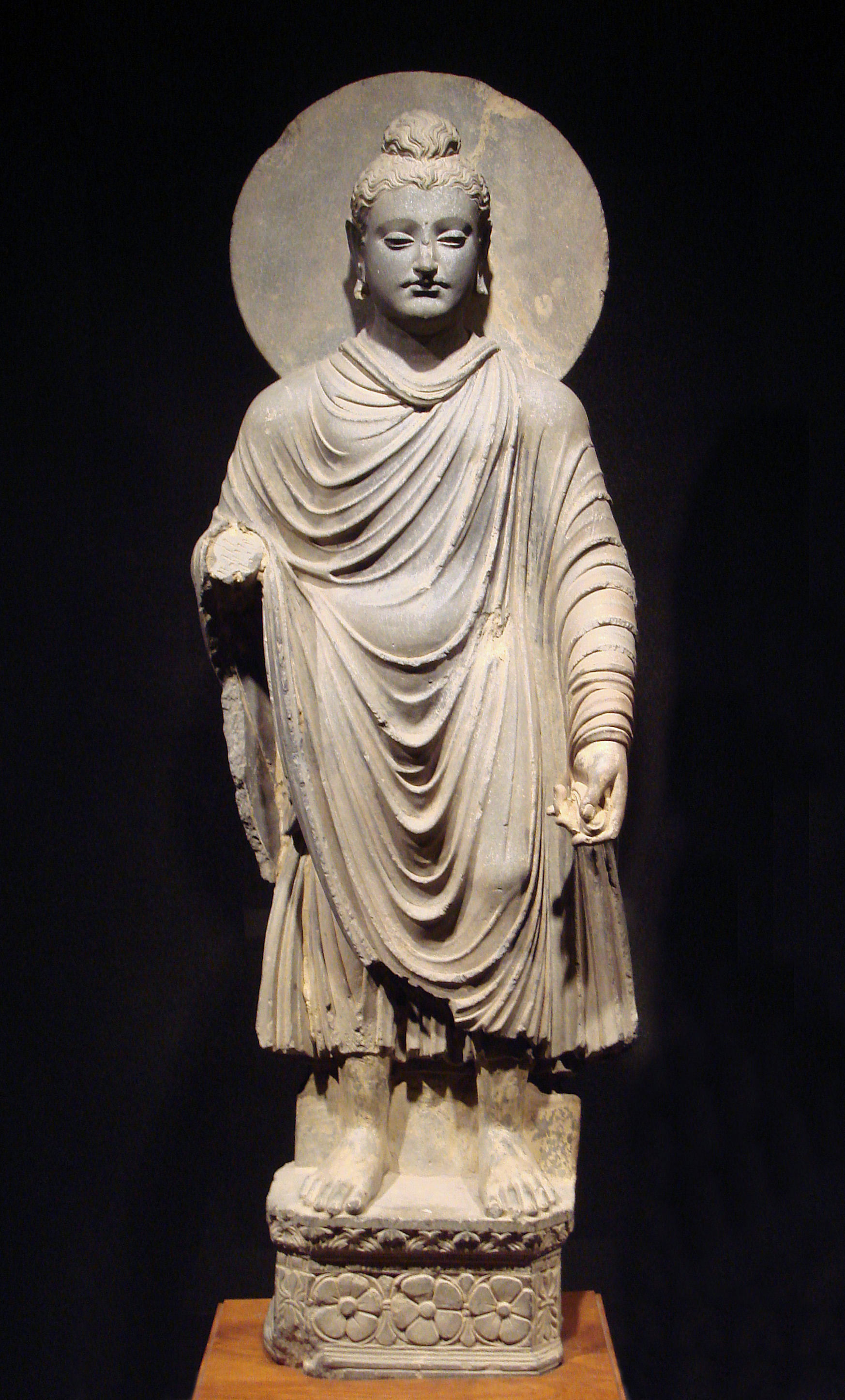
帶有圓光的東京犍陀羅立佛，成像在公元1至2世紀之間（或則更早），屬於希臘佛教犍陀羅藝術。

圆光，又称光冕、光环、灵光、大光相，被用于许多宗教的肖像画和塑像中，以表示神圣的人物，某些时期还被用于统治者或英雄的形象。出现在古希腊，古罗马，基督教，印度教，佛教和伊斯兰教以及其他宗教中。在头部或整个身体周围（后者为扁圆杏仁状的神圣光轮），可能会再以光芒射线或焰形边纹围绕修饰神圣人物的光轮，光轮可能被绘制为任何颜色或颜色组合，但在代表光芒时通常被描绘成金色、黄色或白色，而在代表火焰时通常则被绘成红色。

## 亚洲艺术
在印度，这种光环造型出现在公元前1500年左右，戴马巴德戴马巴德的马尔瓦时代，陶器花瓶碎片上的神像，他们的头上都有光环。至少从公元1世纪开始，光背在印度艺术中广泛出现，尤其是在佛教肖像画中。如大英博物馆中公元60年的贵霜毕马兰舍利函，贵霜帝国的统治者可能是最早在他们的硬币上给自己戴上光环的人，而艺术上的光环可能起源于中亚，并传播到东西方。
从最早的时期开始，在中国和日本佛教艺术中就使用了光环来描绘阿弥陀和其他佛的肖像。藏传佛教广泛用于密勒日巴、蓮花生等神像的雕像和唐卡画中。不同颜色的光环具有特定的含义：橙色代表僧侣，绿色代表佛陀和其他更高的生物，通常人物的头部和身体都有一个光环，这两个光环通常在头部或颈部的某个地方相交。金的细线通常从光环的边缘向外或向内放射，有时整个光环都是由这些线组成的。

### 佛像的光背
光背又作後光，光背为绘画或雕刻于佛像背后之光相，表示佛身为光焰围绕，故‘光背’一词，多用于画像或雕像上，分为頭光和举身光。
- 头光，又称顶上圆光或顶光，本指发自眉间之白毫光，故又称眉间光。东方绘画之象征画法，每于侧面图中画一圆形光圈。基督教之写实雕刻佛像，则以一圆形薄板，置于头部后面。在印度，为表现佛像线条之美，则立一圆形细轮之头光，而于圆轮周围，附有定形上升之宝珠光、火焰，及以纤细之线条表现之放射光（称为线光、筋光）与伞后光（如伞形之线光）。佛教中之守护神则大都以轮宝与火焰为光背。[2]

- 举身光，又作身光。即佛像全身之光相。其种类繁多，或为头光与身光上下重叠之大小两重光，或为舟形、莲瓣形等光。此外，火焰样式分为水纹、唐草、千体佛等，火焰上常有天人、迦陵频伽、梵字等庄严形式。不动明王之火焰光系属于迦楼罗（金翅鸟）状，其上并画有仪轨。[2]

佛教造像头部后面的圆形装饰图样，象征着佛或菩萨的智慧、法力与威严。这种图样最早起源于地中海地区宗教图像中神明的灵光，随着佛教传播传入中原，成为了中国佛教艺术的特有表现手法。圆光代表着创作者对于光明的理解：北魏时期圆光样式比较朴实，会在堆叠的圆形左右增添火焰的图案；隋唐以来，圆光日趋华丽，乃至成为了壁画的主要装饰——莫高窟中的圆光在圆圈中作环形装饰，有些由整铺的团花组成，团花细致紧密而又十分优美；有些则花团锦簇，光鲜亮丽，体现了盛世的景象。

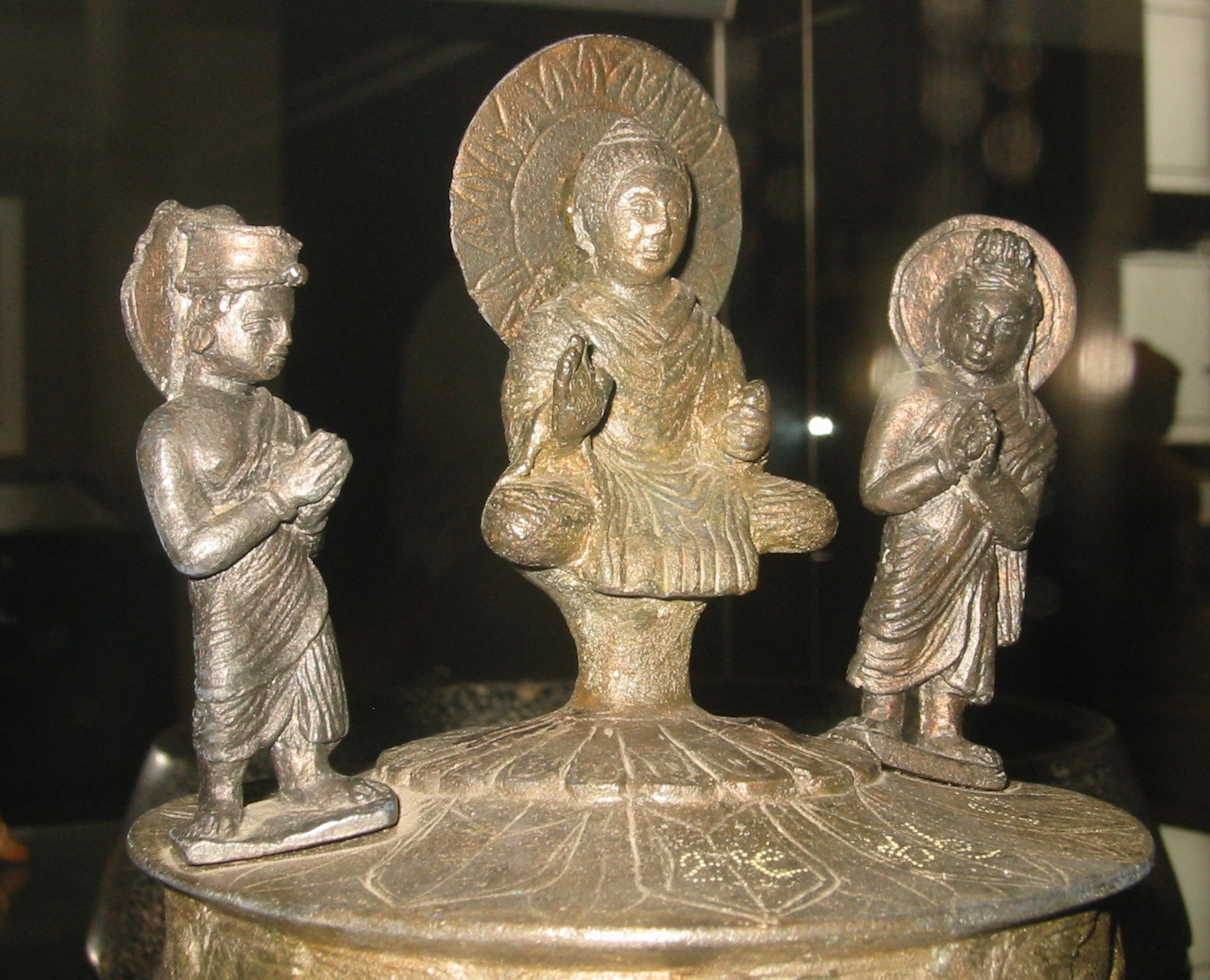
贵霜毕马兰舍利函
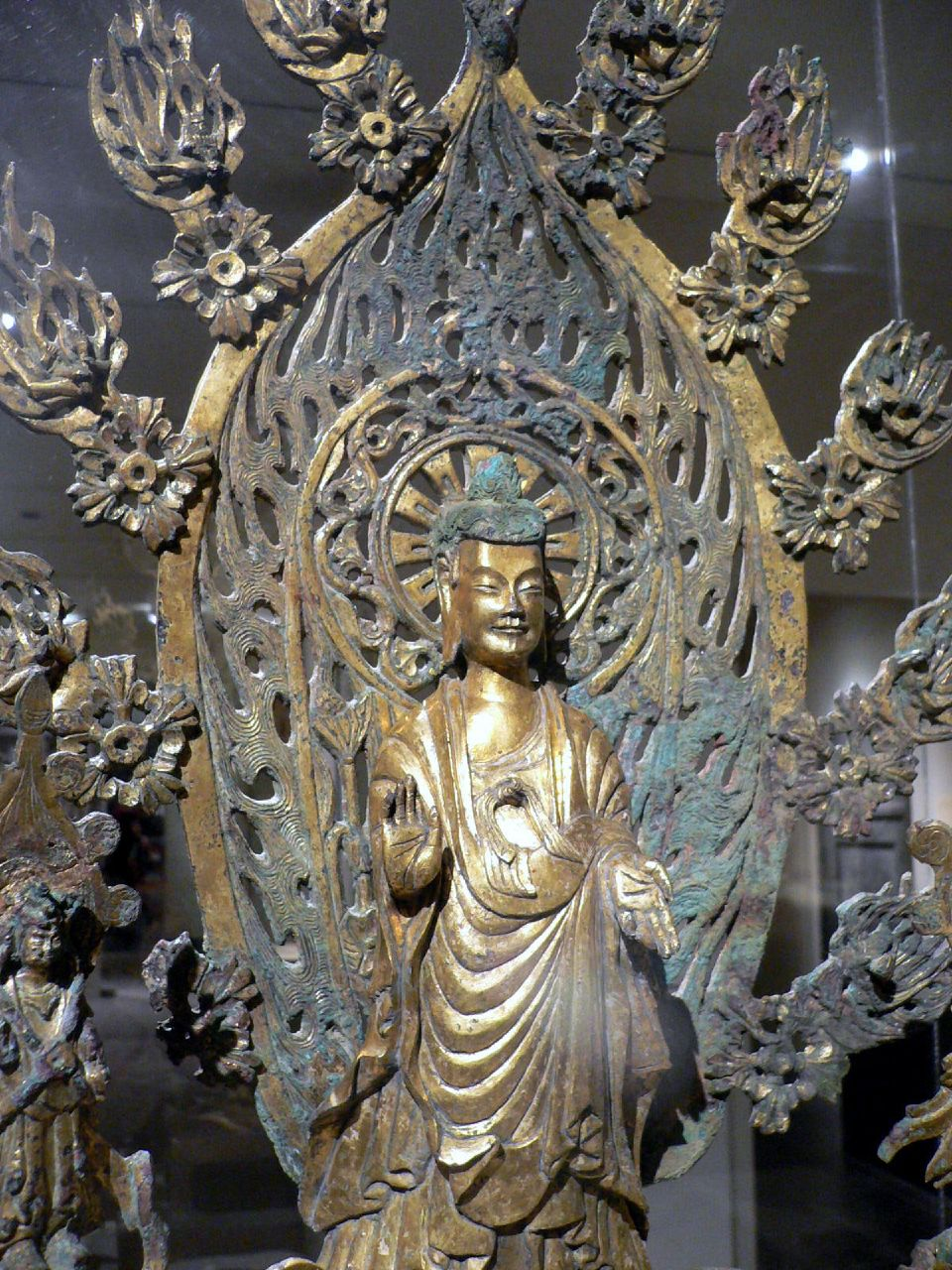
北魏（公元524年）青铜佛像，有两重带火焰的圆光
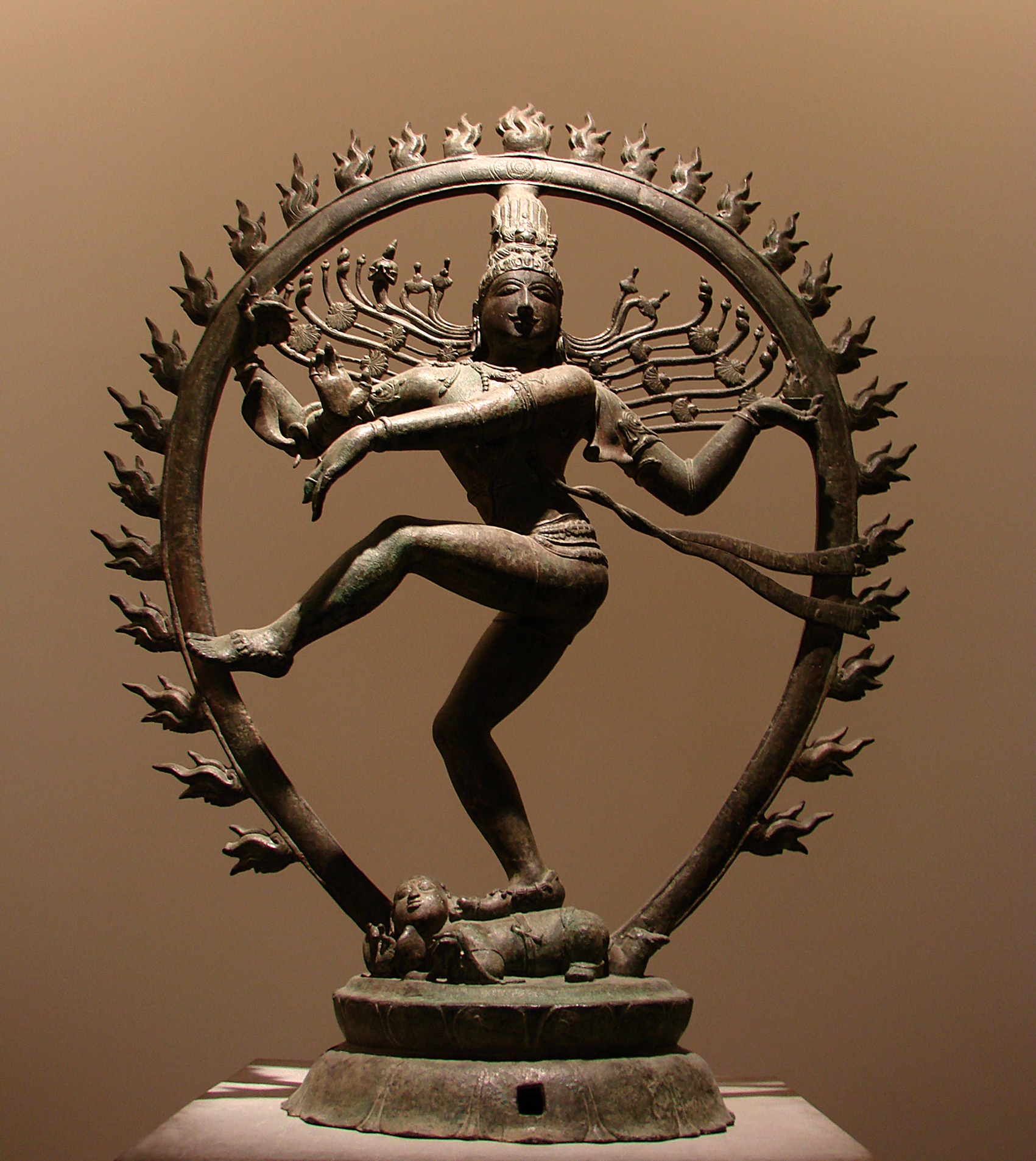
带有火焰光环的舞王湿婆像，11世纪
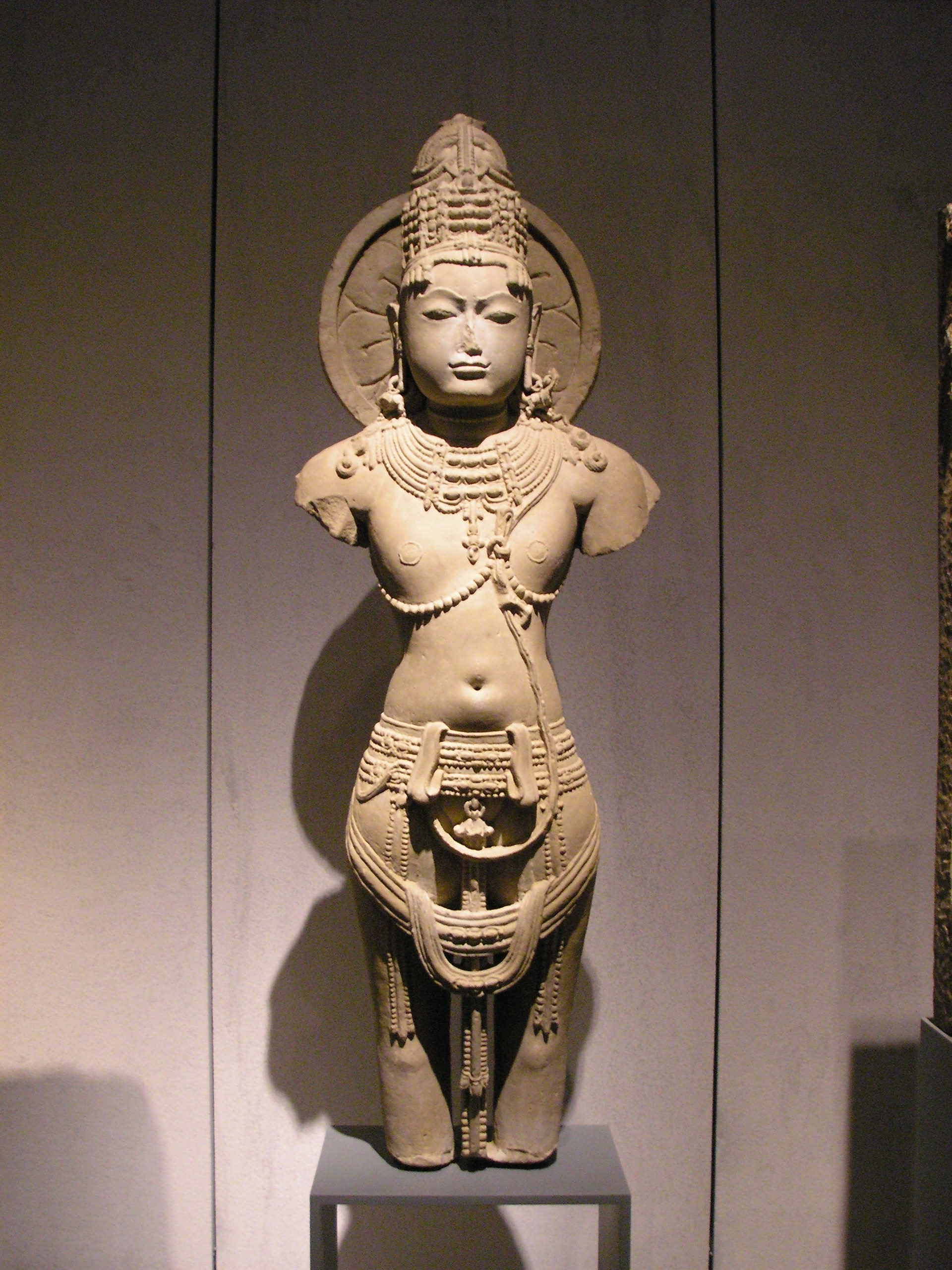
印度教雕像，11世纪
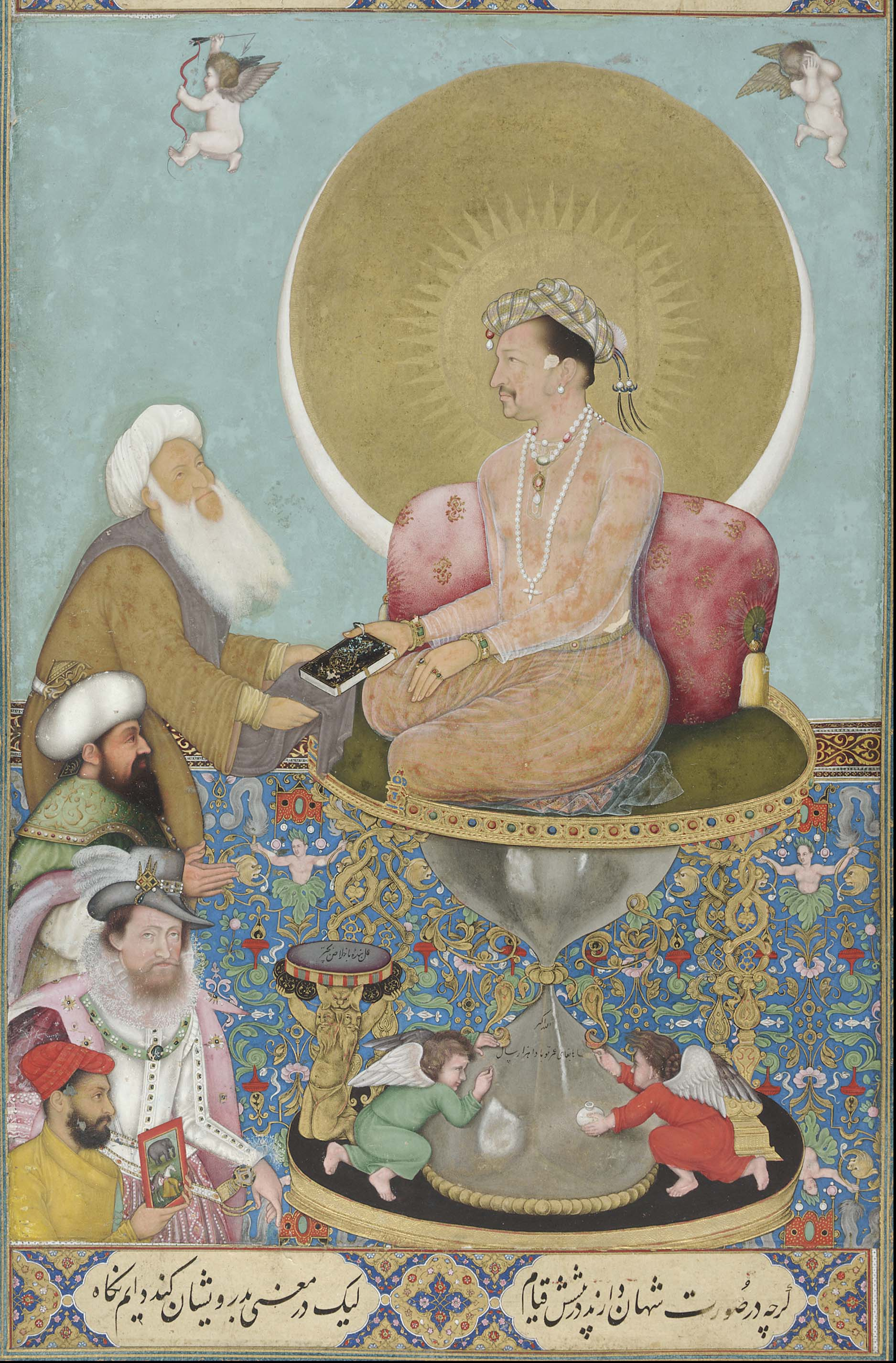
莫卧儿帝国皇帝贾汉吉尔画像，约1620年
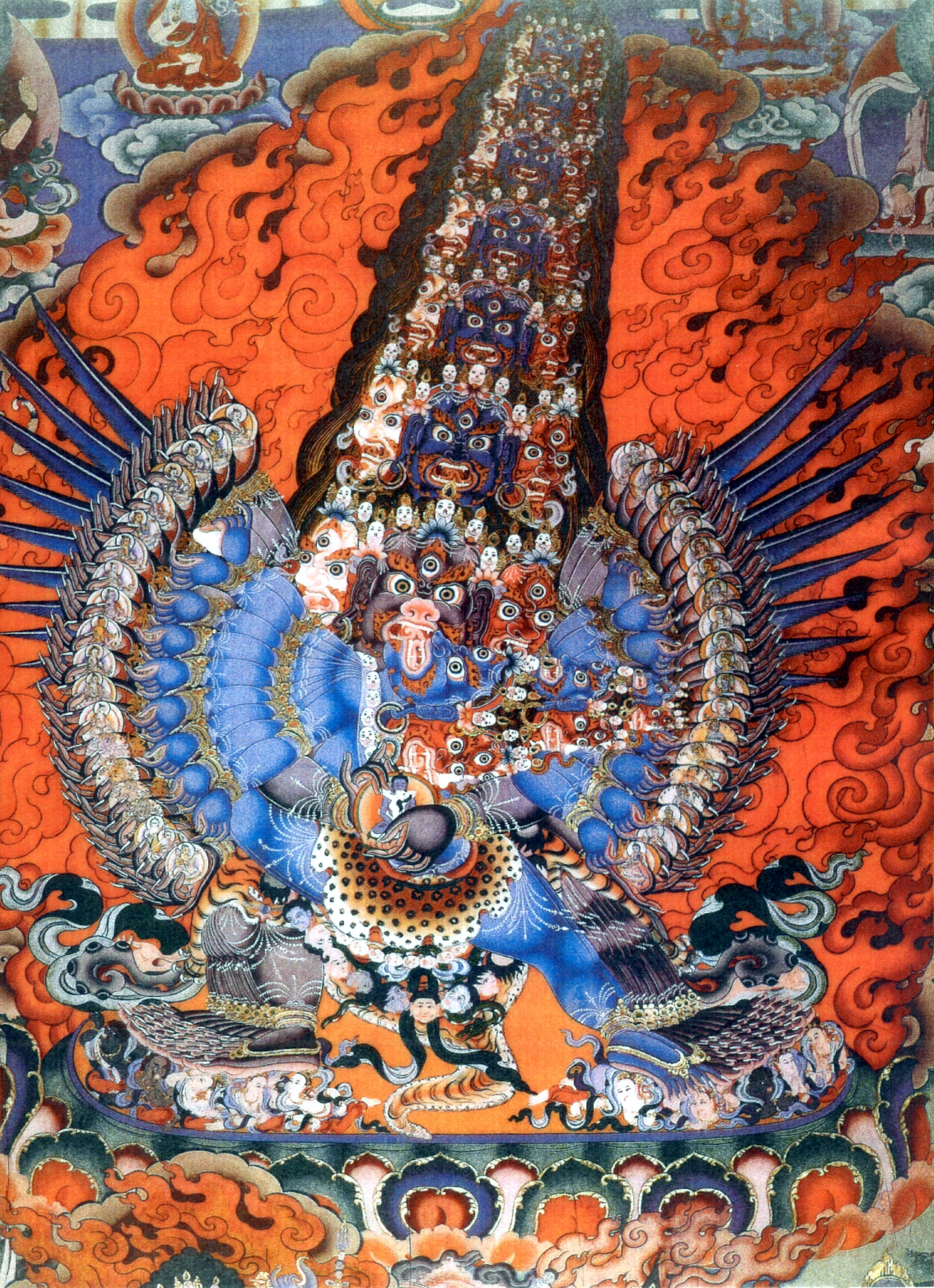
一个多肢的被火焰光环包围的西藏神，19世纪唐卡
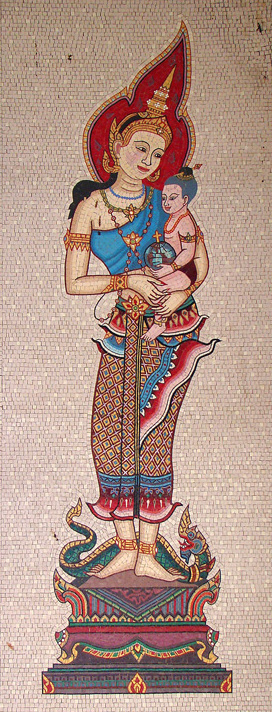
位于以色列拿撒勒天使报喜堂的泰式圣母像，马赛克镶嵌画
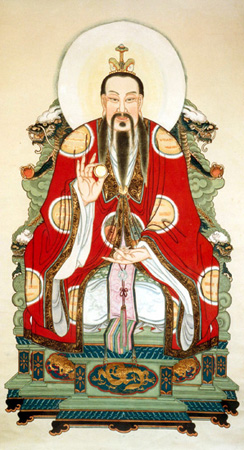
元始天尊
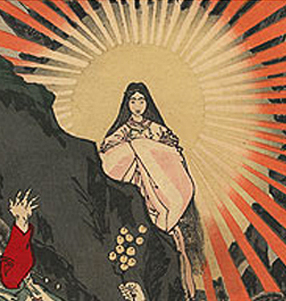
《岩户神樂之起顯》中的天照大神
月讀
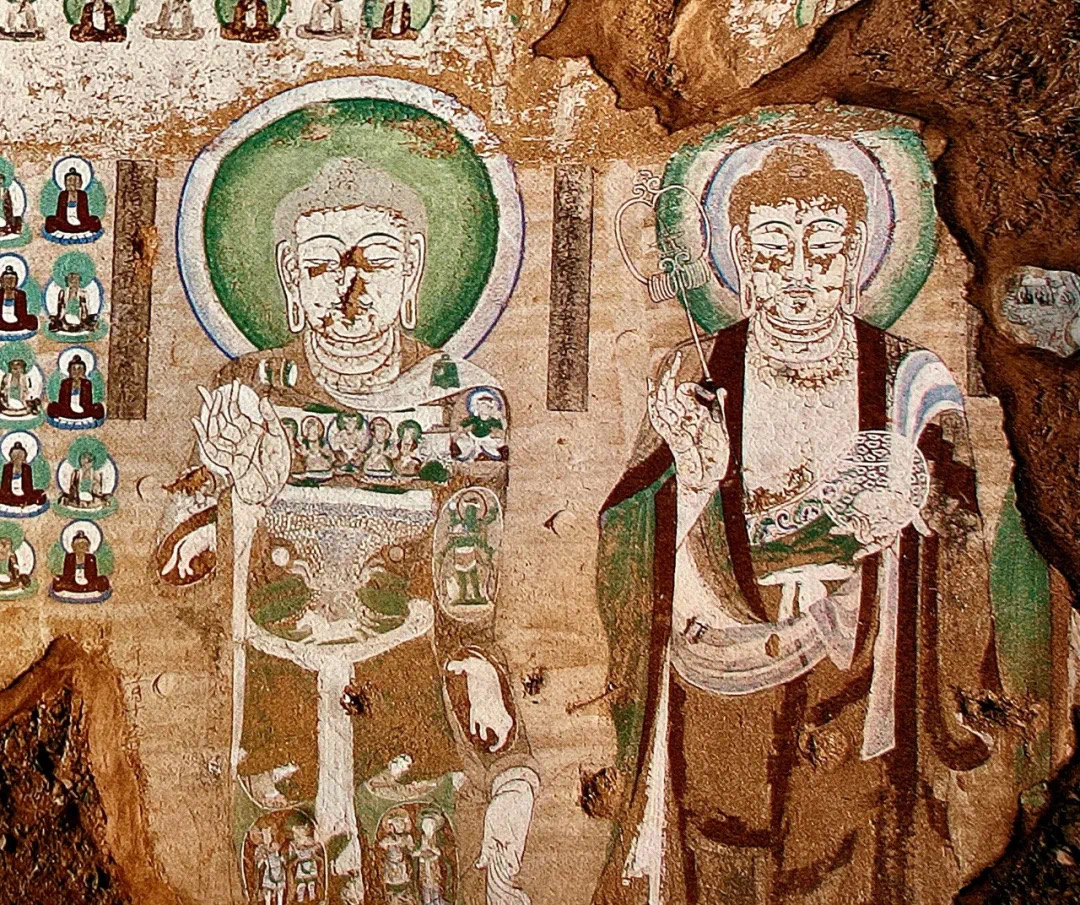
阿艾石窟的卢舍那佛和药师佛壁画
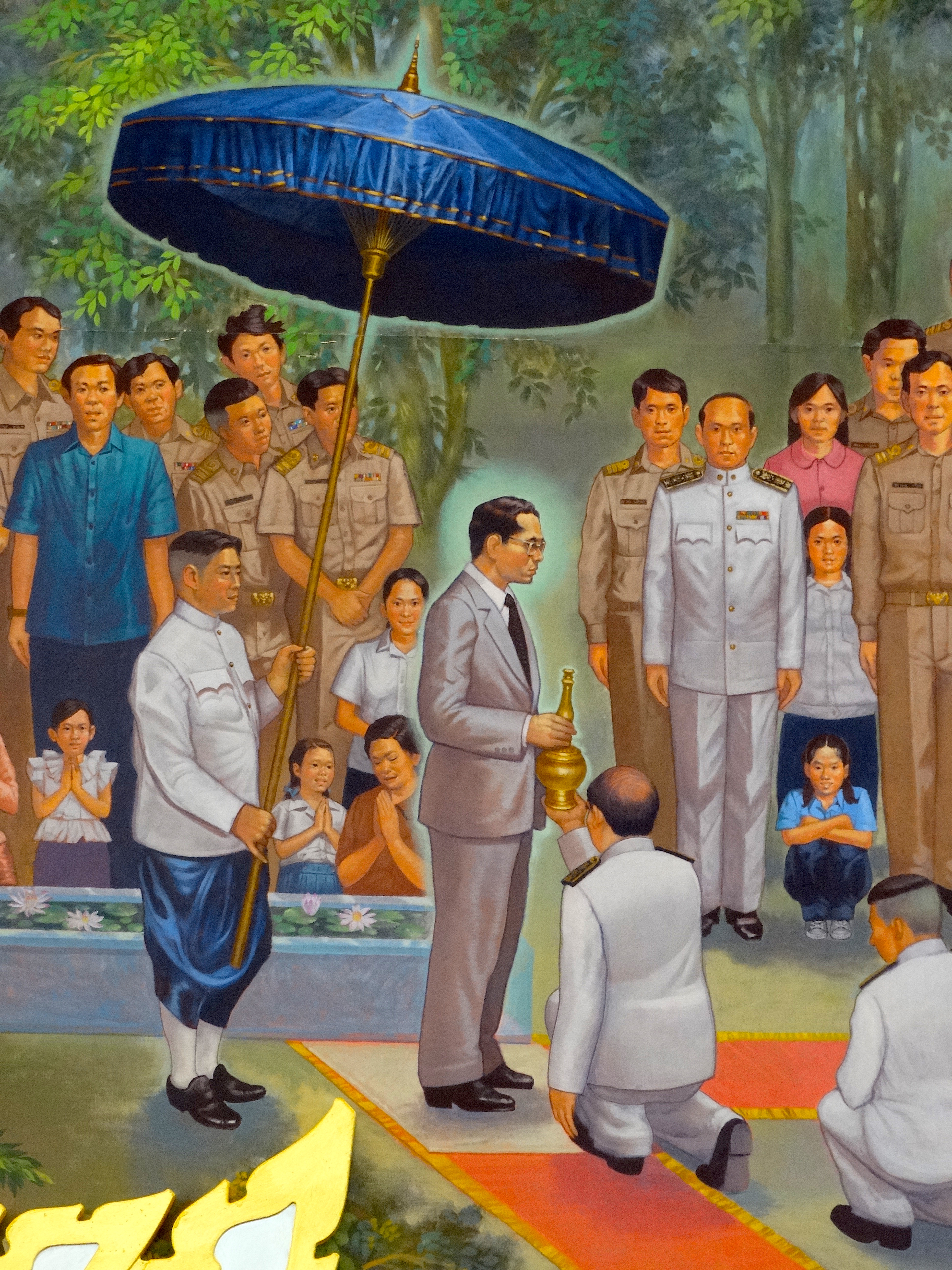
头顶蓝绿色光环的拉玛九世，泰国壁画

## 古希腊世界
苏美尔宗教文学经常提到麦拉穆（melammu），“是神灵、英雄、有时还包括国王、圣洁的庙宇、神灵的符号标志所散发出的夺目光辉。荷马的《伊利亚特》描述了战斗中英雄头部周围的光。古埃及和叙利亚的国王常用一顶带着放射线的王冠来表示自己半神的地位，这种表现形式同时向东西方传播。
代表神圣或气场的头部光圈造型，最早出现在希腊文化和罗马文化中，可能与祆教的赫瓦雷纳有关，或与密特拉教相关。现存的罗马镶嵌画中仍然有光环出现。在突尼斯巴爾杜保存的2世纪地板镶嵌画中，馬頭魚尾怪拉着战车中的波塞冬头覆光环，而随侍的特里同和海仙女没有光环。

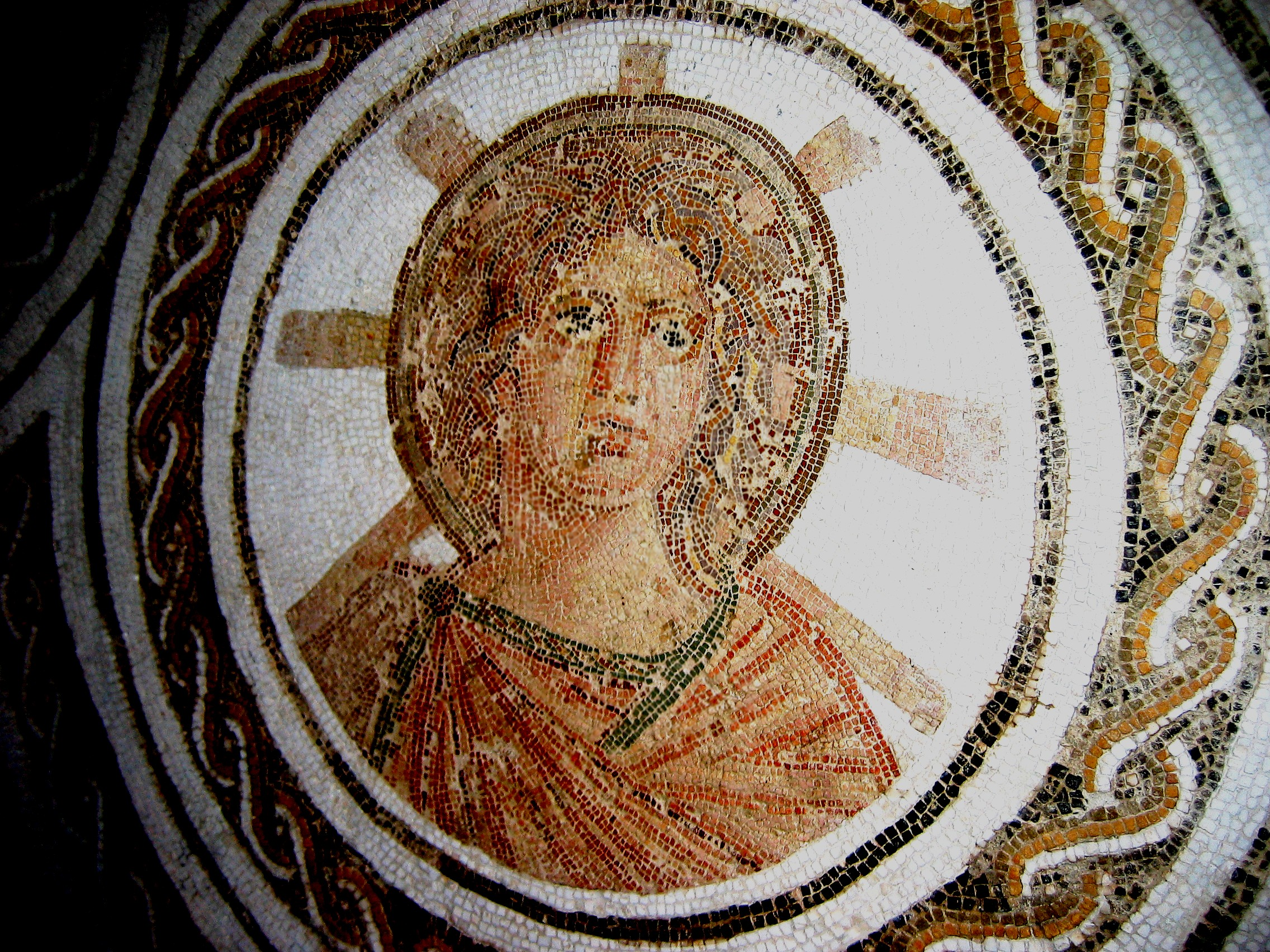
公元2世纪后期，蒂斯德鲁斯傑姆的地板镶嵌画，戴光环的阿波罗

在公元2世纪晚期，蒂斯德鲁斯傑姆的地板镶嵌画中，阿波罗戴着具有放射线的光环。另外在阿德茹美特苏塞的博物馆中也有戴光环的阿波罗。后来的罗马皇帝像也戴有光环，改信基督后依然保持。

## 基督教文化

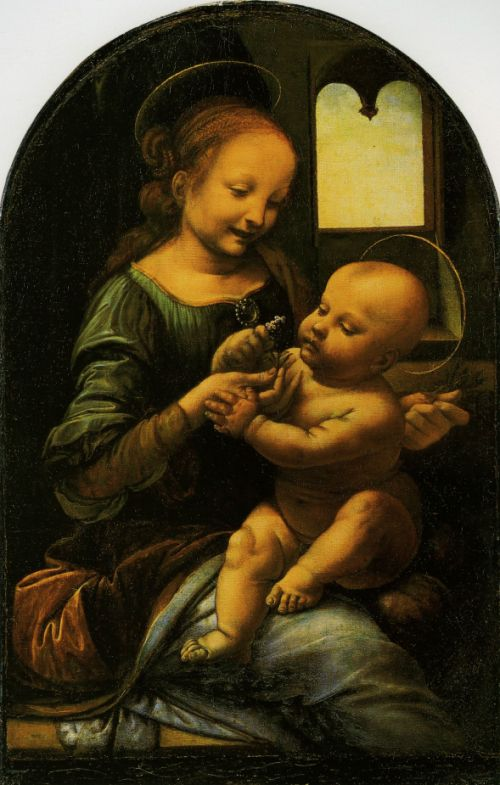
柏諾瓦的聖母

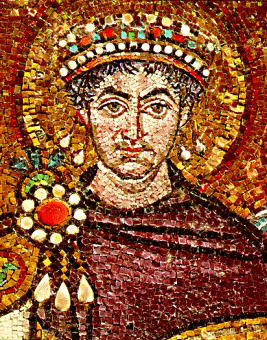
查士丁尼一世鑲嵌畫
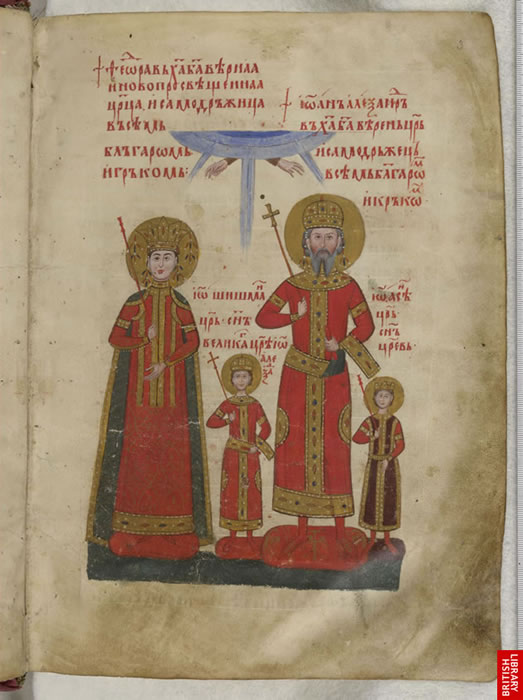
伊凡·亞歷山大家庭（1355–1356）
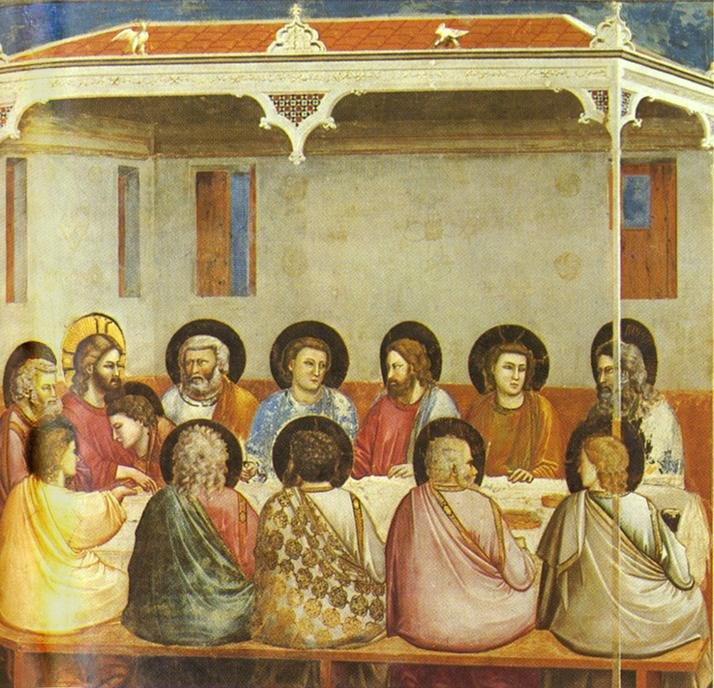
斯克羅威尼禮拜堂，喬托·迪·邦多納
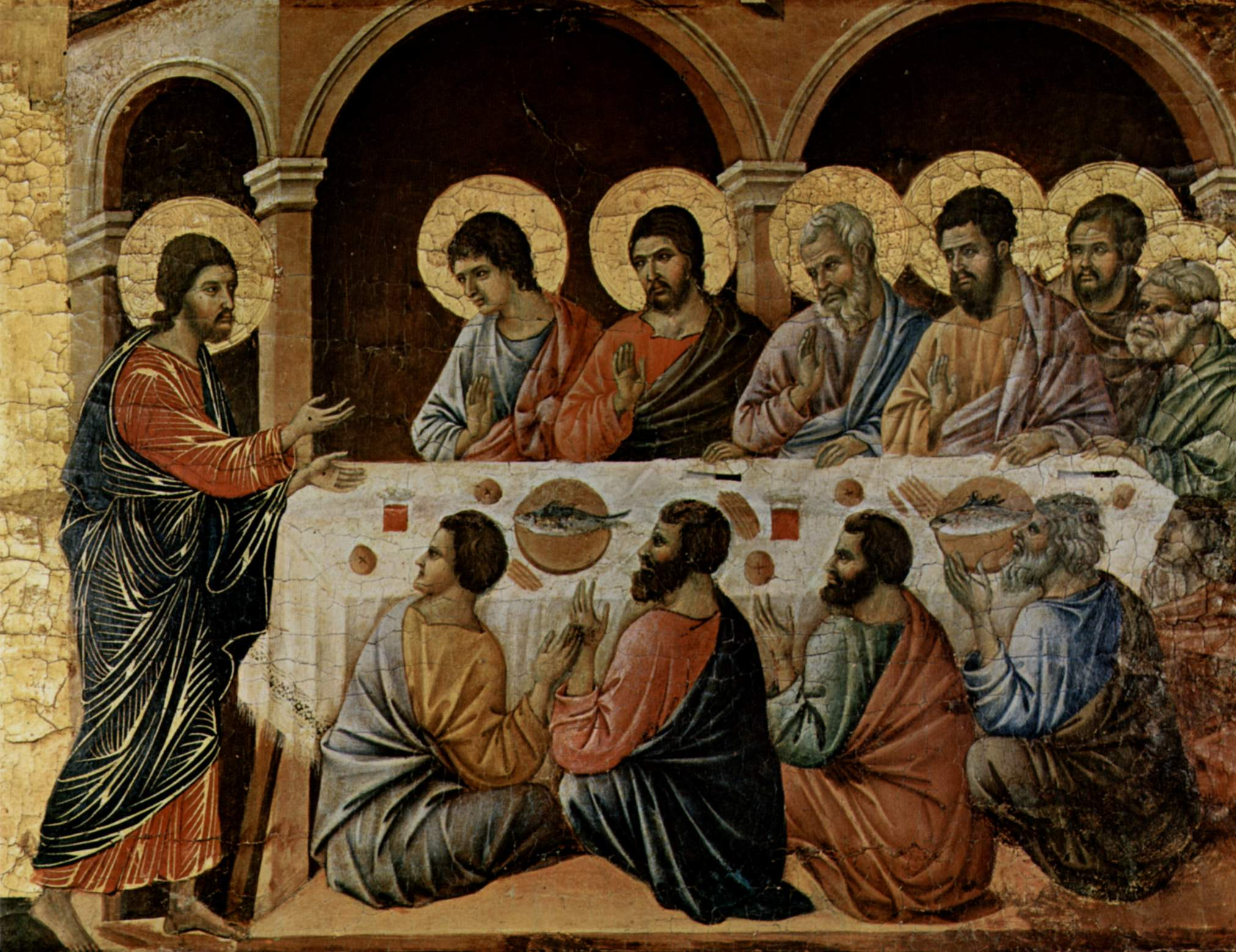
复活的基督向十一门徒显现
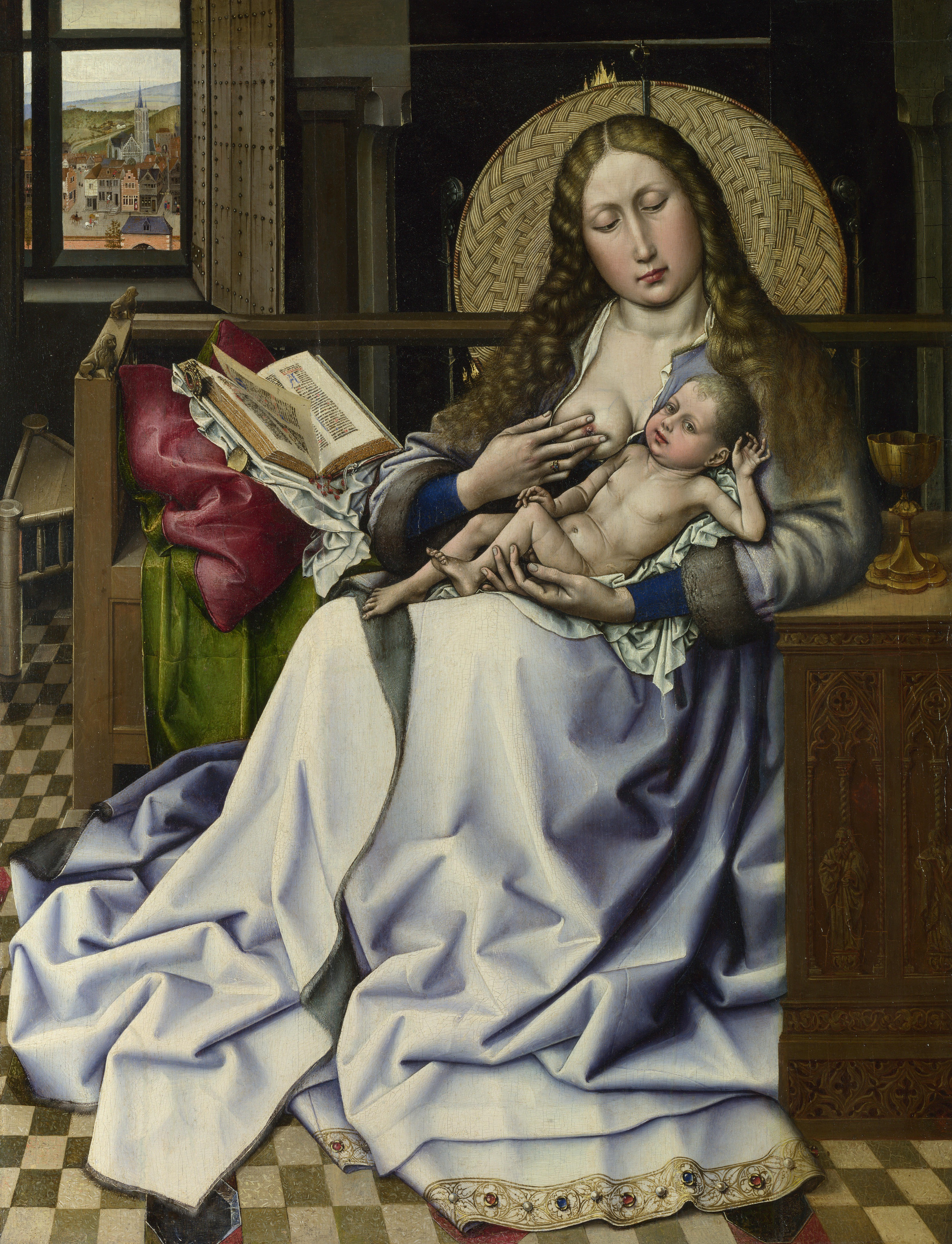
尼德蘭繪畫
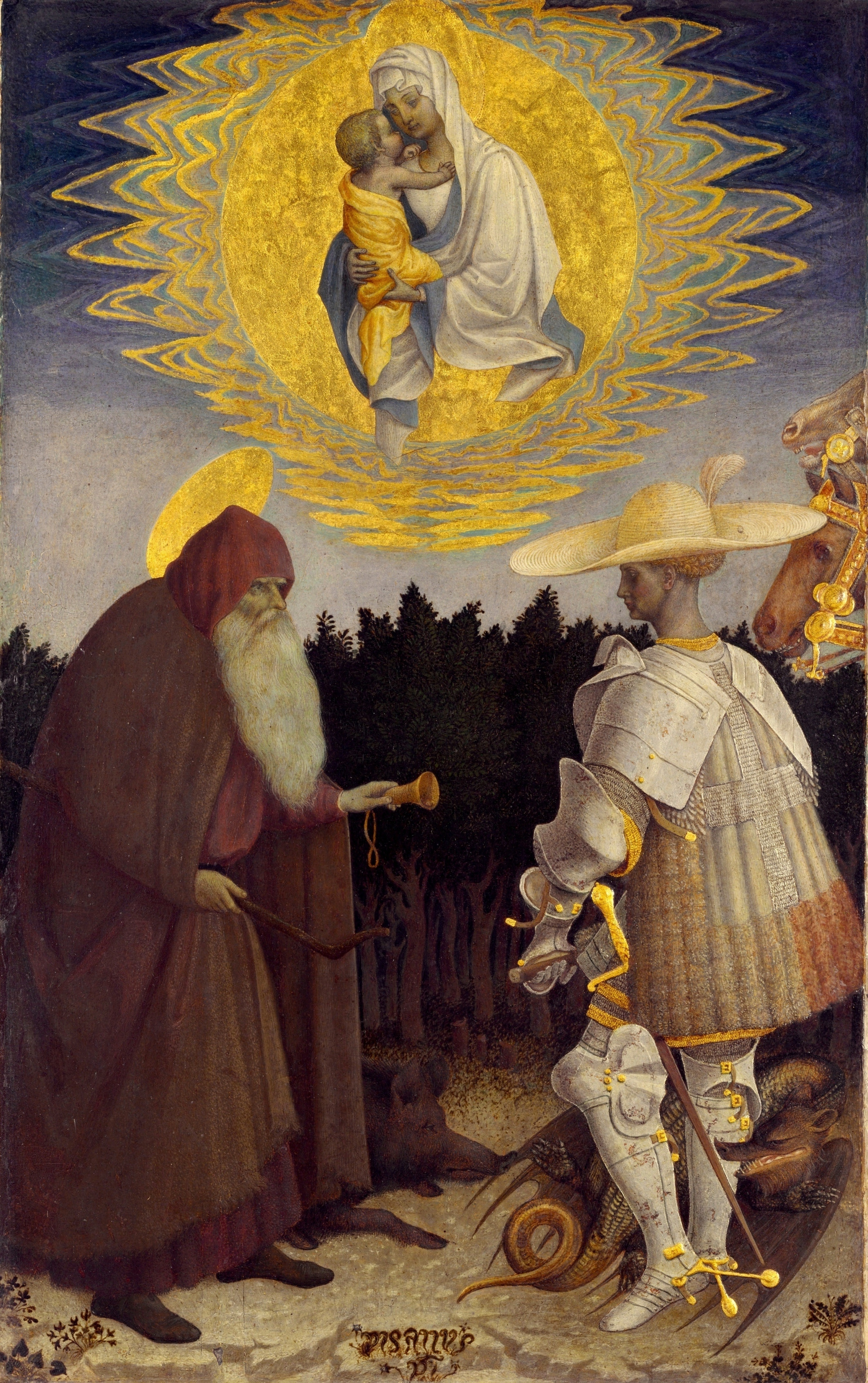
圆光中的圣母与圣子、带光环的聖安東尼、因为毡帽而不画光环的圣乔治
安杰利科修士的画作。带光环的聖母、聖子、聖若瑟。
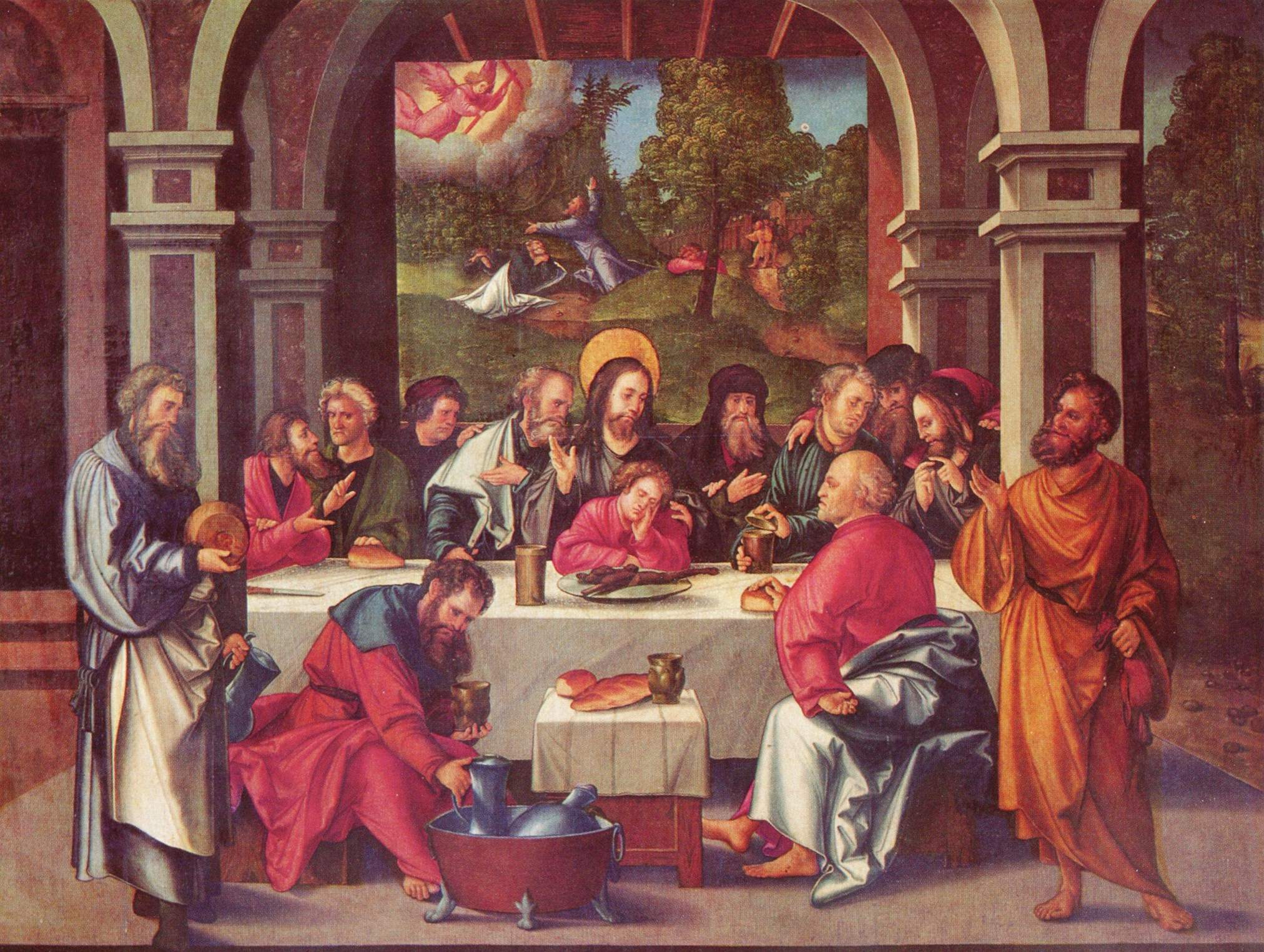
汉斯·勒哈德·斯查菲林的《最后的晚餐》中只有基督带光环
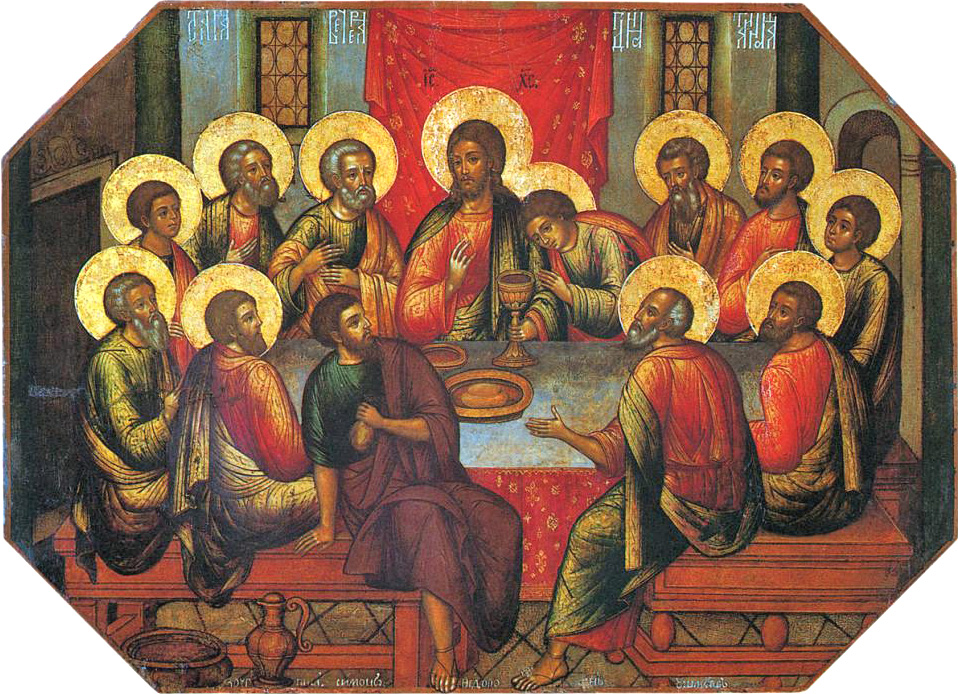
西蒙·乌沙科夫的《最后的晚餐》中只有犹大没有光环
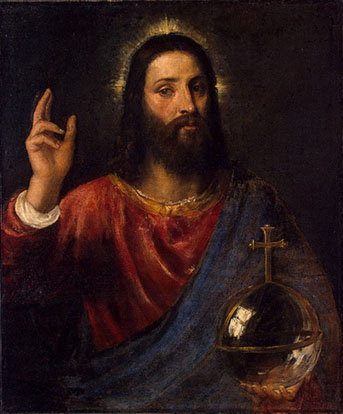
提齊安諾·維伽略的《救世主》
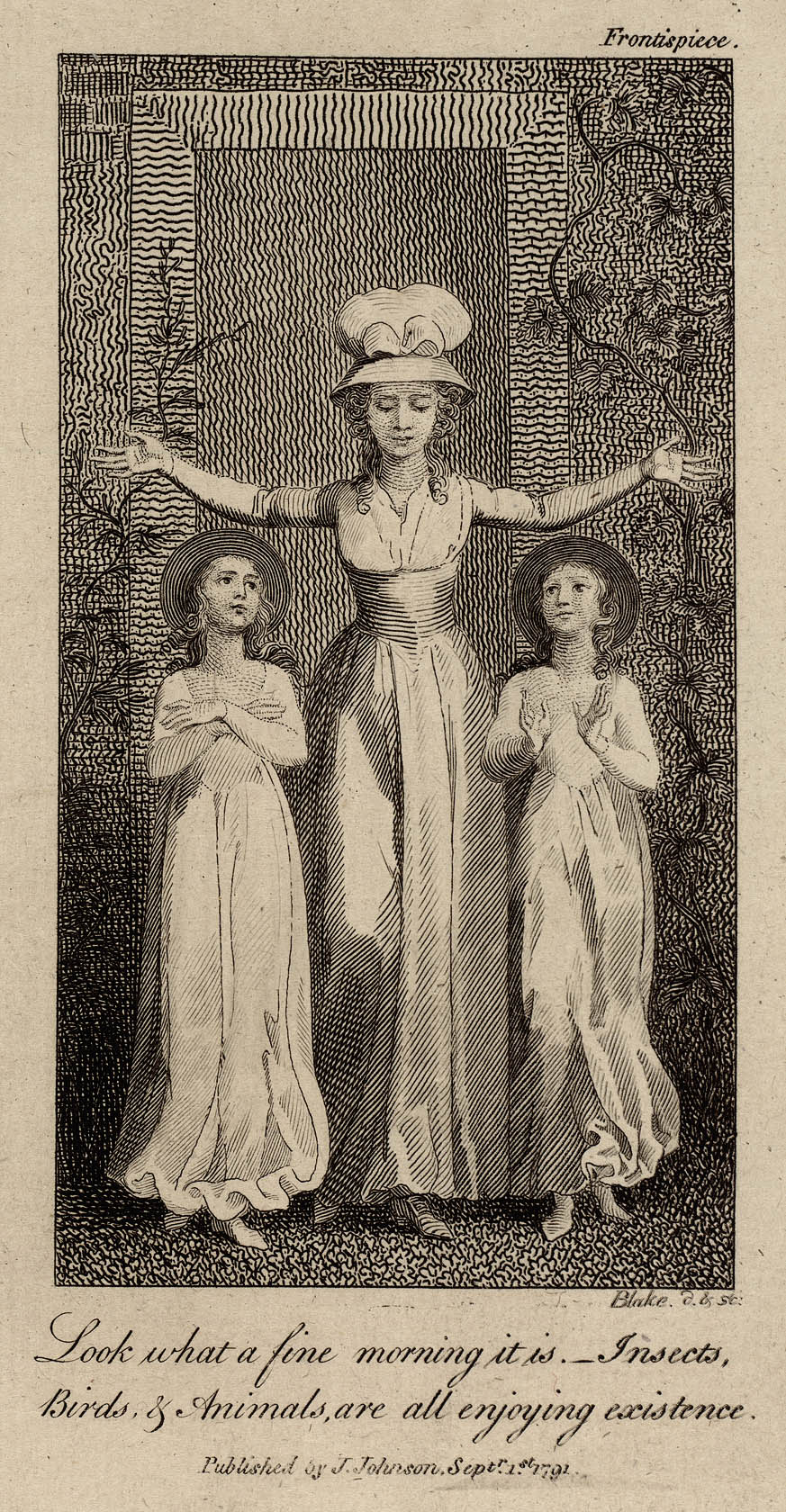
玛丽·沃斯通克拉夫特的《真实生活的原创故事》卷首，用毡帽表现光环。
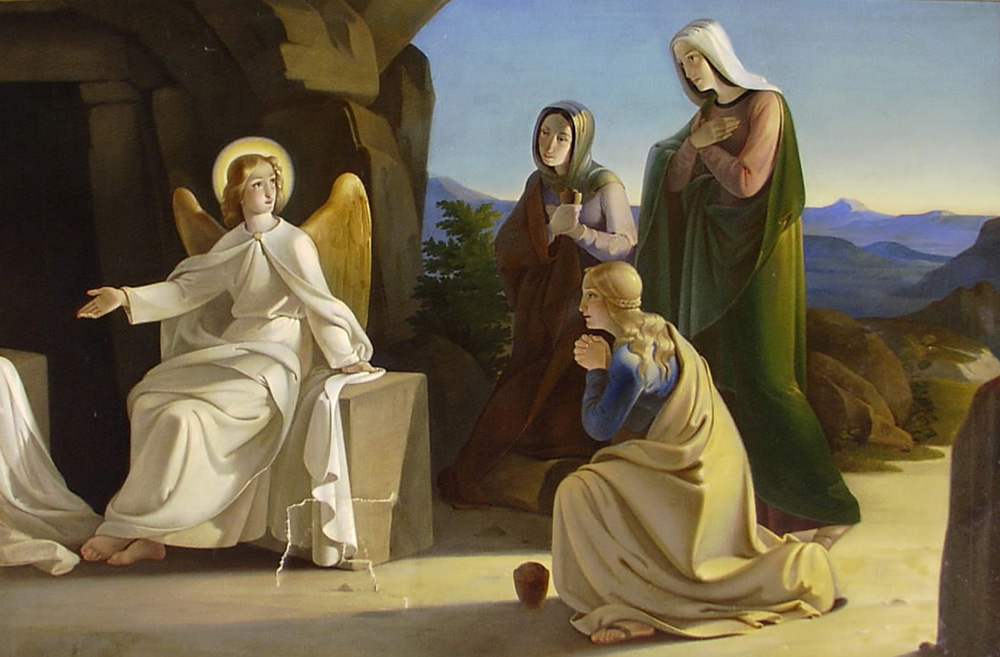
《基督墓前三圣女》只有天使戴光环。